# ハービー/機械じかけのキューピッド
『ハービー/機械じかけのキューピッド』（Herbie: Fully Loaded）は、2005年公開のウォルト・ディズニー・ピクチャーズ制作の映画。リンジー・ローハン主演。

## 概要
この作品にはデイル・アーンハート・ジュニアや、ジェフ・ゴードン、ジミー・ジョンソン、トニー・スチュワート、マーク・マーティンといったNASCARドライバーが多数出演した。
ハービーシリーズの劇場用映画の公開は1980年の『ビバ!ラブ・バッグ』（Herbie Goes Bananas）以来であり、この作品をもって、ホームビデオ市場でのVHSリリースは終わった。

## キャスト
| 役名                     | 俳優                 | 日本語吹替 |
| ------------------------ | -------------------- | ---------- |
| マギー・ペイトン         | リンジー・ローハン   | 土屋アンナ |
| レイ・ペイトン・シニア   | マイケル・キートン   | 井上和彦   |
| トリップ・マーフィー     | マット・ディロン     | 森川智之   |
| レイ・ペイトン・ジュニア | ブレッキン・メイヤー | 結城比呂   |
| ケヴィン                 | ジャスティン・ロング | 平川大輔   |
| カリスマ                 | ジル・リッチー       | 水町レイコ |
| サリー・グリアー         | シェリル・ハインズ   | 安達忍     |